# Liste der Berliner Meister im Schach

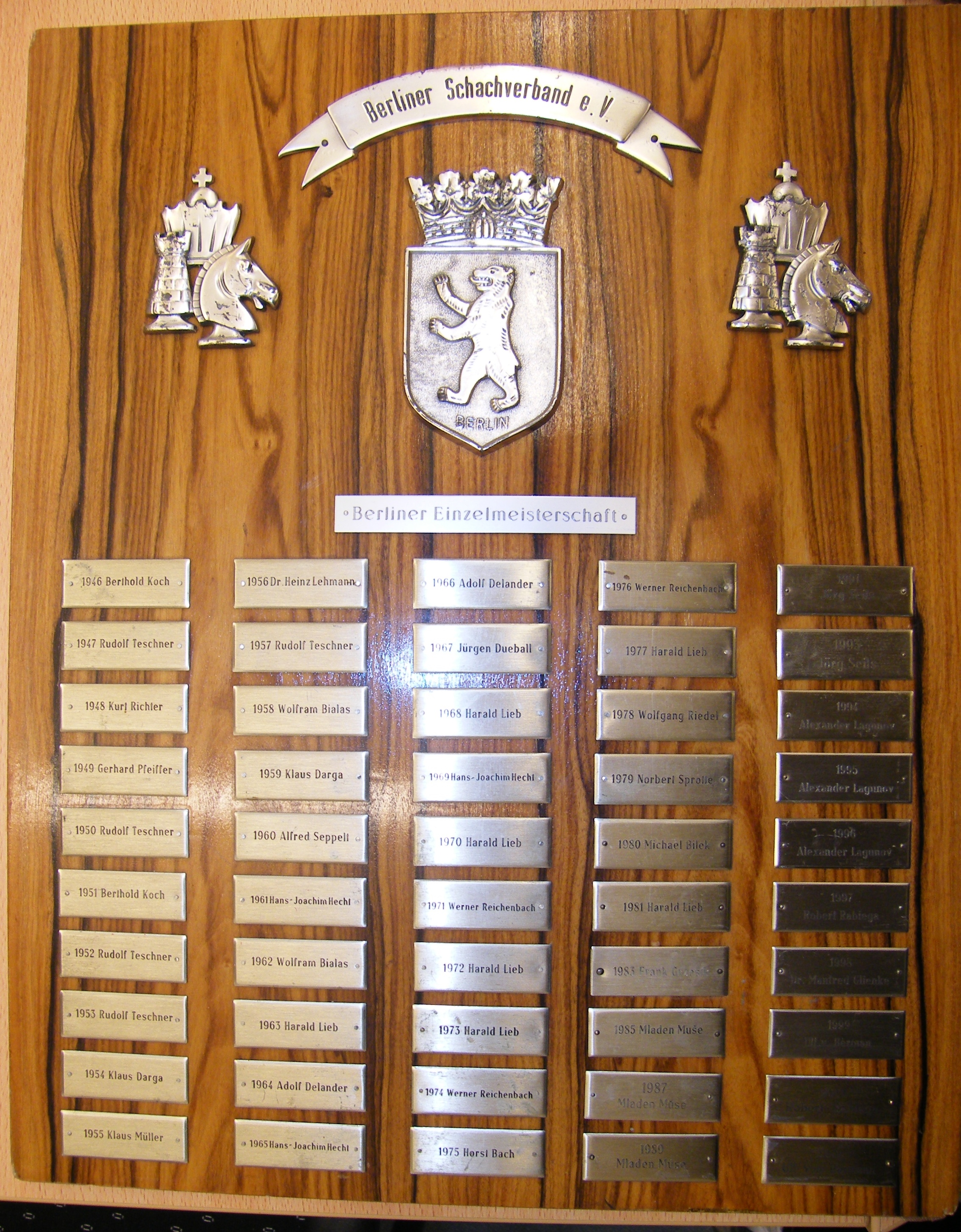
Ehrentafel der Berliner Meister in der BSV-Geschäftsstelle

Im 19. Jahrhundert gab es in Berlin keine Stadtmeisterschaften im Schach. Die Bedeutung inoffizieller Stadtmeisterschaften hatten in dieser Zeit jedoch die meist stark besetzten Turniere der Berliner Schachgesellschaft, des führenden Berliner Schachvereins. Das erste Turnier der Schachgesellschaft fand 1853 statt, das Jean Dufresne nach einem Stichkampf gegen Max Lange gewann. Im Sommer 1902 siegte Ossip Bernstein bei der ersten Meisterschaft des Allgemeinen Schachbundes zu Berlin, dem Vorgänger des Berliner Schachverbands, vor Moritz Lewitt und Piotrowski.
Erst seit 1904 wurden offizielle Stadtmeisterschaften abgehalten. Das erste solche Turnier gewann Horatio Caro vor Ossip Bernstein, Rudolf Spielmann und Wilhelm Cohn. Infolge der Teilung Berlins gab es zwischen 1953 und 1990 getrennte Stadtmeisterschaften in Ost- und West-Berlin. Seit der Wiedervereinigung werden wieder Gesamtberliner Meisterschaften ausgetragen.

## Berliner Meister
| Jahr | Sieger                                          |
| ---- | ----------------------------------------------- |
| 1904 | Horatio Caro                                    |
| 1905 | Horatio Caro                                    |
| 1906 | Erich Cohn                                      |
| 1907 | keine Meisterschaft                             |
| 1908 | Wilhelm Cohn                                    |
| 1909 | keine Meisterschaft                             |
| 1910 | Ehrhardt Post                                   |
| 1911 | Carl Ahues                                      |
| 1919 | Karl Stephan                                    |
| 1920 | Ernst Schweinburg                               |
| 1921 | Willi Schlage                                   |
| 1922 | Kurt Richter                                    |
| 1923 | Kurt Richter                                    |
| 1924 | Carl Ahues, Richard Teichmann                   |
| 1925 | Friedrich Sämisch                               |
| 1926 | Willi Schlage                                   |
| 1927 | Berthold Koch                                   |
| 1928 | Karl Helling                                    |
| 1929 | Carl Ahues, Kurt Richter                        |
| 1930 | Kurt Richter, Ludwig Rellstab, Simon Rotenstein |
| 1932 | Karl Helling                                    |
| 1933 | Kurt Richter, Berthold Koch                     |
| 1934 | Carl Ahues, Friedrich Sämisch                   |
| 1935 | keine Meisterschaft                             |
| 1936 | Kurt Richter                                    |
| 1937 | Ludwig Rellstab                                 |
| 1938 | Kurt Richter                                    |
| 1939 | Franz Mölbitz                                   |
| 1940 | Rudolf Palme                                    |
| 1941 | Ludwig Rellstab                                 |
| 1942 | Josef Grammatikoff                              |
| 1943 | Rudolf Teschner                                 |
| 1944 | Rudolf Teschner                                 |
| 1946 | Berthold Koch                                   |
| 1947 | Rudolf Teschner                                 |
| 1948 | Kurt Richter                                    |
| 1949 | Gerhard Pfeiffer                                |
| 1950 | Rudolf Teschner                                 |
| 1951 | Berthold Koch                                   |
| 1952 | Rudolf Teschner                                 |

## West-Berliner und Ost-Berliner Meister

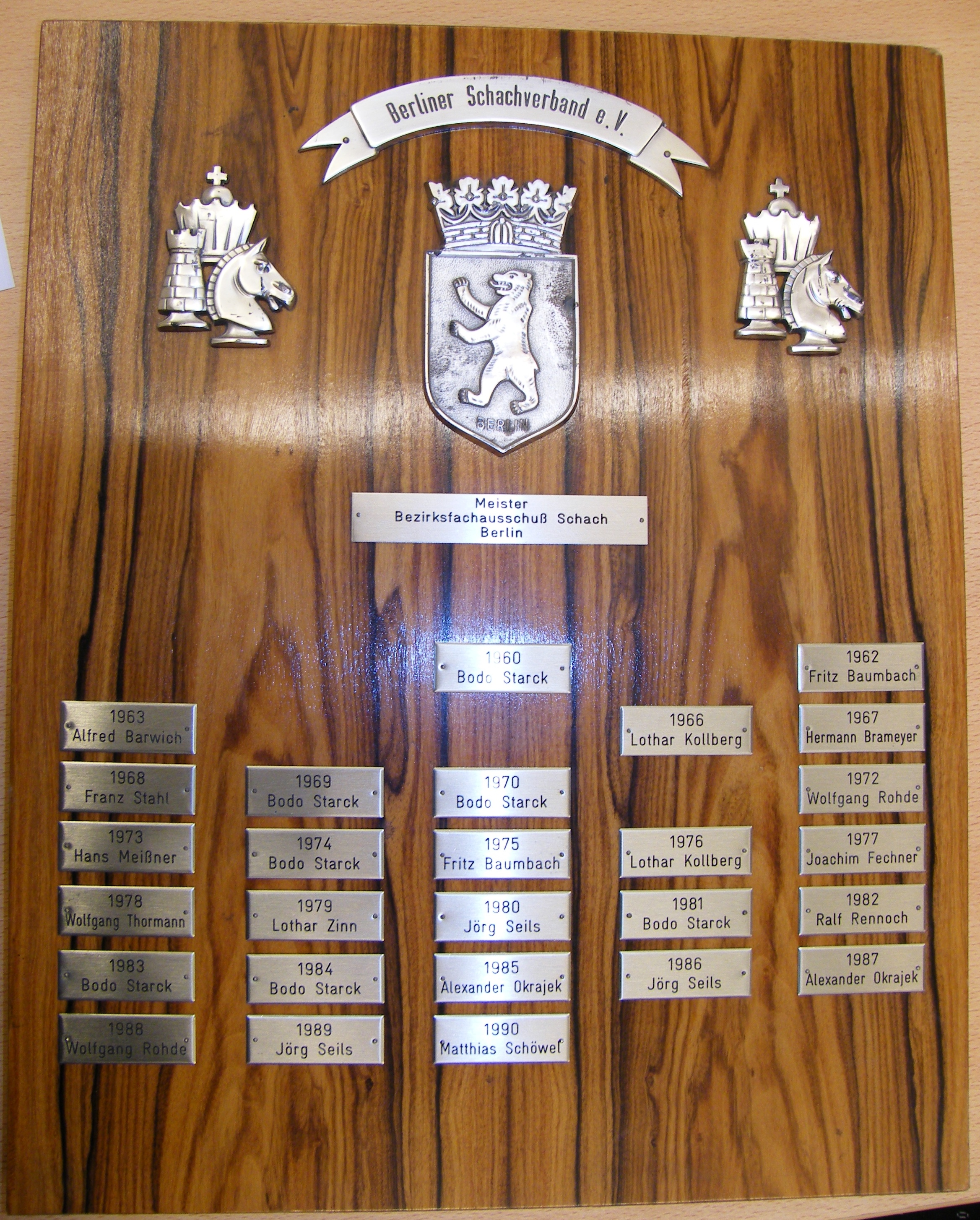
Unvollständige Ehrentafel der Bezirksmeister in der BSV-Geschäftsstelle

In Ost-Berlin fand neben der Bezirksmeisterschaft (offiziell Halbfinale, das vorletzte Turnier vor der DDR-Meisterschaft) in unregelmäßigen Abständen auch eine Stadtmeisterschaft statt, die offen für Titelträger war. Hier werden (vorerst) nur die Bezirksmeister genannt.
| Jahr | West-Berliner Meister | Ost-Berliner Bezirksmeister |
| ---- | --------------------- | --------------------------- |
| 1953 | Rudolf Teschner       |                             |
| 1954 | Klaus Darga           |                             |
| 1955 | Klaus Uwe Müller      |                             |
| 1956 | Heinz Lehmann         |                             |
| 1957 | Rudolf Teschner       |                             |
| 1958 | Wolfram Bialas        | Werner Golz                 |
| 1959 | Klaus Darga           |                             |
| 1960 | Alfred Seppelt        | Bodo Starck                 |
| 1961 | Hans-Joachim Hecht    | Hermann Brameyer            |
| 1962 | Wolfram Bialas        | Klaus Tiemer                |
| 1963 | Harald Lieb           | Alfred Barwich              |
| 1964 | Adolf Delander        |                             |
| 1965 | Hans-Joachim Hecht    | Hermann Brameyer            |
| 1966 | Adolf Delander        | Lothar Kollberg             |
| 1967 | Jürgen Dueball        | Hermann Brameyer            |
| 1968 | Harald Lieb           | Franz Stahl                 |
| 1969 | Hans-Joachim Hecht    | Bodo Starck                 |
| 1970 | Harald Lieb           | Bodo Starck                 |
| 1971 | Werner Reichenbach    | Bodo Starck                 |
| 1972 | Harald Lieb           | Wolfgang Rohde              |
| 1973 | Harald Lieb           | Hans-Jürgen Meißner         |
| 1974 | Werner Reichenbach    | Bodo Starck                 |
| 1975 | Horst Bach            | Friedrich Baumbach          |
| 1976 | Werner Reichenbach    | Lothar Kollberg             |
| 1977 | Harald Lieb           | Joachim Fechner             |
| 1978 | Wolfgang Riedel       | Wolfgang Thormann           |
| 1979 | Norbert Sprotte       | Lothar Kollberg             |
| 1980 | Michael Bilek         | Jörg Seils                  |
| 1981 | Harald Lieb           | Wolfgang Thormann           |
| 1982 | nicht ausgespielt     | Ralf Rennoch                |
| 1983 | Frank Grzesik         | Bodo Starck                 |
| 1984 | nicht ausgespielt     | Bodo Starck                 |
| 1985 | Mladen Muše           | Alexander Okrajek           |
| 1986 | nicht ausgespielt     | Jörg Seils                  |
| 1987 | Mladen Muše           | Alexander Okrajek           |
| 1988 | nicht ausgespielt     | Wolfgang Rohde              |
| 1989 | Mladen Muše           | Jörg Seils                  |
| 1990 | nicht ausgespielt     | Matthias Schöwel            |

## Berliner Meister
| Jahr | Sieger                              |
| ---- | ----------------------------------- |
| 1991 | Jörg Seils                          |
| 1993 | Jörg Seils                          |
| 1994 | Alexander Lagunow                   |
| 1995 | Alexander Lagunow                   |
| 1996 | Alexander Lagunow                   |
| 1997 | Robert Rabiega                      |
| 1998 | Manfred Glienke                     |
| 1999 | Ulf von Herman                      |
| 2000 | Robert Rabiega                      |
| 2001 | Ulf von Herman                      |
| 2002 | Sergei Kalinitschew                 |
| 2003 | Jakob Meister                       |
| 2004 | Jakob Meister                       |
| 2005 | Jakob Meister                       |
| 2006 | Ulf von Herman                      |
| 2007 | Jakob Meister                       |
| 2008 | Ulf von Herman                      |
| 2009 | Ulf von Herman                      |
| 2010 | René Stern                          |
| 2011 | René Stern                          |
| 2012 | René Stern                          |
| 2013 | Sergei Kalinitschew                 |
| 2014 | René Stern                          |
| 2015 | Sergei Kalinitschew, Hendrik Möller |
| 2016 | Jakob Meister                       |
| 2017 | Jakob Meister                       |
| 2018 | Atila Gajo Figura                   |
| 2019 | Johannes Florstedt                  |
| 2022 | Johannes Florstedt                  |
| 2023 | Robert Baskin                       |
| 2024 | Raphael Lagunow                     |
| 2025 | Maxim Wawulin                       |

Anmerkung: Bei der Berliner Meisterschaft 2015 erreichten Sergei Kalinitschew und Hendrik Möller die gleiche Punktzahl und Buchholz-Wertung, ein direkter Vergleich fand nicht statt. Die Turnierausschreibung sah für diesen Fall eine Entscheidung durch Los vor. Der Landesspielleiter entschied abweichend davon, den Meistertitel an beide Spieler zu vergeben.